# Croatia Records
Croatia Records is de grootste platenmaatschappij van Kroatië. Deze is gevestigd in Dubrava in de provincie Zagreb.
Croatia Records staat onder leiding van directeur Želimir Babogredac, deze was eerst geluidsman in het bedrijf. De maatschappij brengt voornamelijk top-40 muziek uit. Vandaag de dag heeft Croatia Records 70% van de Kroatische muziekmarkt in handen en hebben ze 30 winkels verspreid door het hele land. Aangezien de platenmaatschappij een verlenging is van Jugoton, van waar ze hun gigantische verzameling van audio en video heeft geërfd, is Croatia Records ook actief in het opnieuw uitbrengen van liedjes van artiesten uit voormalig Joegoslavië.

## Artiesten
Enkele (in Kroatië) zeer bekende artiesten die onder contract staan bij Croatia Records zijn:
- Nina Badrić
- Baruni
- Magazin
- Mate Bulić
- Oliver Dragojević
- Doris Dragović
- Dino Dvornik
- Gibonni
- Petar Grašo

- Prljavo Kazalište
- Mišo Kovač
- Josipa Lisac
- Danijela Martinović
- Amira Medunjanin
- Boris Novković
- Daleka Obala
- Hladno pivo

- Psihomodo Pop
- Severina
- Jura Stublić
- Dado Topić
- Parni Valjak
- Vanna
- Alka Vuica